# معهد روتشستر للتكنولوجيا (دبي)
معهد روتشستر للتكنولوجيا - دبي هو حرم جامعي تابع لمعهد روتشستر للتكنولوجيا، نيويورك في دبي، الإمارات العربية المتحدة. تقع الكلية في واحة دبي للسيليكون وبدأت في تقديم دورات الدراسات العليا بدوام جزئي في خريف 2008.
في عام 2009، بدأت الجامعة برنامج الدراسات العليا بدوام كامل. كان أول دفعة تخرج من المعهد في عام 2010، مع حفل التخرج الذي أقيم في روتشستر، نيويورك. في عام 2010، بدأ برنامج البكالوريوس بدوام كامل كجزء من التوسع المخطط للجامعة. في خريف عام 2011، نقلت المعهد حرمها الجامعي إلى مبنى جديد لاستيعاب العدد المتزايد من الطلاب. بحلول عام 2019، يخطط المعهد لتوسيع الحرم الجامعي إلى 1,000,000 قدم مربع (93,000 م2) لتوفير مرافق لـ 4000 طالب وطالبة.
حرم المعهد دبي هو الحرم الجامعي الدولي الثالث لمعهد روتشستر للتكنولوجيا. الجامعات الأخرى التابعة للجامعة هي المعهد في كرواتيا والمعهد في كوسوفو.

## التاريخ
تأسس معهد روتشستر للتكنولوجيا - دبي في واحة دبي للسيليكون في عام 2008 لتوفير تعليم عالي الجودة في المنطقة. لديها برامج البكالوريوس والماجستير للطلاب والمهنيين في الشرق الأوسط وشمال إفريقيا وجنوب شرق آسيا.
الرئيس المؤسس للمعهد هو مصطفى أبو شاقور. الذي قاد الجهود لإنشاء حرم جامعي تابع للقمر الصناعي في الشرق الأوسط. توسط في المفاوضات بين معهد روتشستر للتكنولوجيا - نيويورك وحكومة الإمارات العربية المتحدة لإنشاء حرم جامعي في واحة دبي للسيليكون في دبي، الإمارات العربية المتحدة.
معهد روتشستر للتكنولوجيا - دبي أصبح رمزا للتفاهم بين رئيس معهد روتشستر للتكنولوجيا وليام دبليو ديسلر ومسؤولين من دبي. دعت سلطة واحة دبي للسيليكون معهد روتشستر للتكنولوجيا لضمان وجود مجموعة من المهنيين المهرة في مجال التكنولوجيا العالية في المجتمع. من ناحية أخرى، فقد وفرت لمعهد روتشستر للتكنولوجيا فرصة للعمل على خطته الإستراتيجية لتعزيز الفرص العالمية لطلابهم وتوسيع نظامهم الأساسي.
في عام 2013، تم تعيين الدكتور يوسف العساف رئيسًا جديدًا لمعهد روتشستر للتكنولوجيا - دبي بعد إجازة مصطفى أبو شاقور الذي أصبح أول رئيس وزراء منتخب في العصر الحديث. تاريخ ليبيا.
في فبراير 2019، احتفل صاحب السمو الشيخ أحمد بن سعيد آل مكتوم، رئيس سلطة واحة دبي للسيليكون ببدء أعمال البناء في حرم معهد دبي الجديد. ومن المقرر الانتهاء من المشروع الذي تبلغ تكلفته 500 مليون درهم في عام 2023، ومن المقرر إنجاز المرحلة الأولى بحلول الربع الأول من عام 2020.

## البرامج الأكاديمية
البرامج الأكاديمية المقدمة في معهد روتشستر للتكنولوجيا - دبي هي نفسها البرامج المقدمة في حرم نيويورك ويحصل جميع الطلاب على نفس الدرجة التي يحصل عليها الطلاب الذين يدرسون في معهد روتشستر للتكنولوجيا - نيويورك تمت الموافقة على جميع البرامج واعتمادها من قبل لجنة الاعتماد الأكاديمي التابعة لوزارة التعليم العالي والبحث العلمي في الإمارات العربية المتحدة.

### برامج البكالوريوس
بدأ المعهد في تقديم درجات البكالوريوس في العلوم في خريف عام 2010 مع مجموعة من خيارات البرامج الرئيسية والتخصصات وهي:
- الأعمال[27]
  - الإدارة[28]
  - التسويق
  - أعمال عالمية
  - المالية
- الهندسة
  - الهندسة الكهربائية
  - الهندسة الميكانيكية
  - هندسة الإلكترونيات الدقيقة - برنامج 2 + 2 - اقضِ سنتين في دبي في دراسة الهندسة الكهربائية + سنتان لإكمال شهادتك في الحرم الجامعي في نيويورك لدراسة هندسة الإلكترونيات الدقيقة.
  - الهندسة الصناعية
- علوم الحوسبة والمعلومات
  - أمن الكمبيوتر
  - الحوسبة وتكنولوجيا المعلومات

ًصُممت برامج البكالوريوس هذه للدراسة بدوام كامل حيث يجمع الطلاب بين الخبرة العملية مع الأسس الأكاديمية والتركيز على التقنيات الحديثة والمطورة حديثًا. يتمتع الطلاب بفرصة الدراسة في الخارج في حرم نيويورك والوفاء بجزء من متطلبات الحصول على درجة من خلال حضور الدروس هناك.

### برامج الدراسات العليا
بدأ المعهد في تقديم برامج درجة الدراسات العليا في سبتمبر 2008 في عدة تخصصات مختلفة. تم اختيار برامج الماجستير لدعم الحاجة إلى التطوير المهني والنمو الاقتصادي وتنمية رأس المال البشري في دبي ومنطقة الخليج الفارسي. جميع برامج الماجستير عبارة عن برامج بدوام جزئي ويتم تقديم الفصول الدراسية بتنسيقات وتوقيتات متنوعة لتلائم المهنيين العاملين.
برامج الماجستير المقدمة هي:
- قيادة الخدمة والابتكار
- إدارة الشبكات والأنظمة
- الهندسة الكهربائية
- هندسة ميكانيكي
- الإدارة الهندسية
- يقدم مركز اللغة الإنجليزية أيضًا دورات اللغة الإنجليزية للمهنيين والاهتمامات الشخصية والطلاب الدوليين وطلاب المعهد.[32]

### الاعتماد الأكاديمي
يقدم معهد روتشستر للتكنولوجيا - دبي شهادات معترف بها دوليًا يتم إصدارها من خلال الحرم الجامعي الرئيسي في نيويورك. تم اعتماد الشهادة من قبل لجنة الاعتماد الأكاديمي التابعة لوزارة التعليم العالي والبحث العلمي في دولة الإمارات العربية المتحدة لجميع برامج الماجستير والبكالوريوس، كما تم اعتماد البرامج الهندسية في معهد روتشستر للتكنولوجيا بدبي من قبل ABET. وكذلك وزارة التعليم الأمريكية، مما أدى إلى زيادة كبيرة في عدد الطلاب المسجلين في الجامعة.
المعهد مرخص من قبل هيئة المعرفة والتنمية البشرية وهي السلطة التنظيمية لإمارة دبي المسؤولة عن نمو وتوجيه وجودة التعليم الخاص والتعلم في دبي.
كما أنه مسجّل من قبل الهيئة التشريعية لولاية نيويورك ومعتمد من: لجنة الولايات الوسطى للتعليم العالي ومن قبل وزارة التعليم في ولاية نيويورك.
بالإضافة إلى الاعتماد المؤسسي، تم اعتماد برامج البكالوريوس والماجستير في معهد روتشستر للتكنولوجيا - نيويورك في الهندسة والأعمال من قبل هيئات الاعتماد مثل المجلس الأمريكي للهندسة والتكنولوجيا ورابطة كليات الأعمال الجماعية المتقدمة.

## الجوائز
يتم تقديم جائزتين للطلاب من فئة التخرج كل عام في حفل التخرج في RIT Dubai.

### جائزة كأس الرئيس
في كل عام يُمنح طالب جامعي متخرج واحد كأس الرئيس، وهي واحدة من أرقى الجوائز التي تُمنح في الجامعة. يتم اختيار الفائز من قبل لجنة من خلال عملية تأخذ في الاعتبار الإنجازات الأكاديمية واللامنهجية والقيادية. يتم التعرف على هذا الطالب في حفل بدء RIT دبي وسيتم نقش اسمه / اسمها على لوحة كأس الرئيس. بالإضافة إلى ذلك، ستتم دعوة الحائز على جائزة كأس الرئيس لتمثيل RIT Dubai بصفته مندوب الطلاب في حفل التخرج في روتشستر نيويورك. يحمل الفائز راية RIT Dubai ويجلس على خشبة المسرح لحضور حفل التخرج وكذلك حفل الكلية.[بحاجة لمصدر]
الفائزون السابقون بجائزة كأس رئيس الدولة:
- سيد صديق (2014-2015) [بحاجة لمصدر]
- يارا حطاب (2015-2016)
- مشعل وقار (2016-2017) [بحاجة لمصدر]
- رينا ذاكر (2017-2018)
- رونالد نورونها ومحمد يوسفي (2018-2019)
- إيرينا باليودي (2019-2020)

### جائزة المتفوق
يُمنح هذا لطالب جامعي خريج واحد حصل على أعلى معدل تراكمي.
الفائزون السابقون بجائزة Valedictorian:
- فوزانا فيروز (2014-2015)
- عيسى الشاهي (2016-2017)

## رؤساء المعهد
| \| اسم \| فترة \| \| ----------------- \| --------------------- \| \| مصطفى أبو شاقور \| 2008 - 2012 \| \| لوثر ترويل (مؤقت) \| 2012 - 2013 \| \| يوسف العساف \| 2013 إلى الوقت الحاضر \| |                       |
| اسم | فترة                  |
| مصطفى أبو شاقور | 2008 - 2012           |
| لوثر ترويل (مؤقت) | 2012 - 2013           |
| يوسف العساف | 2013 إلى الوقت الحاضر |

## المرافق والخدمات
يوفر معهد روتشستر للتكنولوجيا - دبي مرافق تشمل معامل الهندسة والحوسبة، ومكتبة، ومركز للياقة البدنية، ومرافق رياضية خارجية وداخلية، وكافيتريا، ومكتبة.
تحتوي المكتبة على مجموعة في الموقع من 3000 مجلد. بالإضافة إلى ذلك، يتمتع طلاب RIT Dubai بإمكانية الوصول إلى أكثر من 125000 كتاب إلكتروني و 50000 مجلة إلكترونية و 250 قاعدة بيانات من مكتبة الحرم الجامعي الرئيسية في روتشستر، نيويورك.[بحاجة لمصدر]
يتم إيواء طلاب RIT Dubai الذين يحتاجون إلى سكن في سكن واحة دبي للسيليكون على بعد حوالي خمس دقائق من الحرم الجامعي. هذا المرفق، الذي تم افتتاحه في أغسطس 2016، يلبي بشكل شامل جميع احتياجات الطلاب، بما في ذلك مناطق الدراسة والاستجمام وتناول الطعام والمتعة. تغادر الحافلات من وإلى مبنى الحرم الجامعي الرئيسي عدة مرات يوميًا، وهناك حافلات تنقل الطلاب لاختيار مراكز التسوق ومحطات المترو.
يتم توفير وسائل النقل للطلاب إذا لزم الأمر. تقدم RIT Dubai انتقالات يومية لأي طالب يعيش في دبي أو الشارقة أو عجمان أو مدينة أبو ظبي. تحتوي خطوط الحافلات على العديد من مواقع النقل المريحة في الأحياء والضواحي على مستوى البلاد، مع وصول الحافلات إلى RIT Dubai قبل بدء الدروس في الساعة 9:00 صباحًا. ستغادر الحافلات RIT Dubai بين 5:00 و 5:15 مساءً يوميًا.

## الأنشطة في الحرم الجامعي

### أحداث

#### تحدي الجامعة
مسابقة جامعة دبي(RIT)هي الحدث الرئيسي الذي يقام سنويًا في الحرم الجامعي. طلاب المدارس الثانوية مدعوون للمشاركة في مختلف المسابقات في مجالات المعرفة والهندسة والأعمال. الفائزون في المسابقة يفوزون بمنحة دراسية لمتابعة تعليمهم في RIT Dubai.

#### أيام التوجيه
في بداية العام الدراسي في فصل الخريف، تعقد الجامعة التوجيه في الأيام التي يتم فيها تعريف الطلاب على خصوصيات الجامعة وخارجه، والتسجيل في الفصول الدراسية وإجراء اختبارات تحديد المستوى في الرياضيات واللغة الإنجليزية.

#### ورش عمل المستشار
تهدف ورشة عمل المستشارين إلى تزويد ممثلي المدارس الثانوية بالأدوات المناسبة للتأكد من اختيار طلابهم للجامعة المناسبة سواء كانوا متوجهين إلى الخارج إلى أماكن مختلفة مثل الولايات المتحدة أو كندا أو المملكة المتحدة أو حتى الإقامة هنا في الإمارات العربية المتحدة.

### الحياة الطلابية

#### الحكومة الطلابية
جرت انتخابات الحكومة الطلابية (SG) لمنصب الرئيس ونائب الرئيس في 1 مايو 2013 لتمثيل الهيئة الطلابية بأكملها في الجامعة ومساعدة قسم الخدمات الطلابية في جميع المهام المتعلقة بالطلاب. وجرت انتخابات النواب في الأسبوع الأول من أكتوبر. المناصب المتبقية في الحكومة الطلابية هي مسؤول الاتصال الخارجي، ومسؤول الاتصالات الداخلية، ومنظم الأحداث، ومدير ألعاب القوى وأمين الخزانة وأمين السر. يتم تعيين المرشحين المتقدمين لهذه الوظائف.
تعد الحكومة الطلابية في المعهد واحدة من أكثر الكيانات الطلابية نشاطًا في الجامعة.
القيادات السابقة لرئيس الحكومة الطلابية ونائب الرئيس
- ربيع خان ويارا حطاب (2013-2014)
- يارا حطاب وتارون ينه (2014-2015)
- مشعل وقار ومحمد يوسفي (2015-2016)
- عمر عادل وكريم حسن (2016-2017)
- إيوانا إفريم وإيرا باليودي (2017-2018)
- رونالد نورونها وجودي أكبيك (2018-2019)

#### مجلة WRITERS
WRITERS هي أول مجلة يديرها الطلاب في المعهد. إنها مجلة مطبوعة على الإنترنت تحتوي على أكثر من 1000 نسخة تم توزيعها في المعهد وحول واحة دبي للسيليكون. بدأ مبادرة WRITERS من قبل نادي RIT Dubai Marketing Club وكان الغرض منه توفير منصة لأصوات RIT Dubai الأكثر إبداءً للرأي. لقد كان مفيدًا في طرح القضايا الرئيسية التي يشعر بها الطلاب بقوة. تم إصدار الإصدار 1 في مايو 2015 وصدر الإصدار 2 في مايو 2016.
يغطي العدد 2 الحائزة على جائزة الأوسكار مرتين شاربين عبيد تشينوي، لعملها الرائد في صناعة أفلام وثائقية حول قضايا تعتبر من المحرمات في باكستان. وكان رئيس التحرير لكلا العددين مشعل وقار. المحررون الفرعيون للعدد 2 هم دانا عثمان وبشرى صديقي وجنيد سراج ورينه ذاكر كان المصمم.

#### النادي الرياضي
شارك النادي الرياضي في كأس مدينة دبي الأكاديمية العالمية 2013. شارك حوالي 45 طالبًا في جميع الأنشطة الرياضية بما في ذلك كرة السلة والكرة الطائرة وتنس الطاولة وألعاب القوى وكرة القدم والكريكيت والتنس والاسكواش وكرة الريشة والسباحة.[بحاجة لمصدر]

#### النادي الثقافي الفلسطيني
تم إنشاء النادي الثقافي الفلسطيني في عام 2012 بهدف تمثيل المجتمع الفلسطيني في RIT دبي. هدفها الرئيسي هو الحفاظ على التاريخ والتراث الفلسطيني وإحياء الثقافة. كما نهدف إلى التواصل مع مختلف المنظمات والشخصيات الفلسطينية داخل وخارج الإمارات العربية المتحدة وربط الجالية الفلسطينية في الإمارات بالجالية الفلسطينية في فلسطين. ومن المشاريع الحالية التي بدأها النادي حملة خيرية تبرع لتعليم للمساعدة في تعليم الطلاب في فلسطين.[بحاجة لمصدر]

##### أحداث
كان الحدث الأول هو افتتاح النادي حيث تمت دعوة القنصل العام لفلسطين لحضور حفل افتتاح النادي، تلاه أمسية غنية مع التراث الشعبي الفلسطيني.
وحضر النادي حفل عشاء خيري في أتلانتس نظمته القنصلية العامة لدولة فلسطين لصندوق الدعم المالي لرئيس فلسطين محمود عباس لمساعدة الطلاب الفلسطينيين في لبنان.
- أقام النادي الحدث RIT got Talent.
- حضر الأعضاء ماراثون PCRF الخيري الذي نظمه ستاندرد تشارتر وعقد في دبي مول بوليفارد.
- بدأ النادي حملة خيرية تبرع لتعليم للمساعدة في تعليم الطلاب في فلسطين.
- حضور بازار DSO للحملة الخيرية تبرع لتعليم.

أراد النادي توسيع نطاق الحملة الخيرية للحصول على مزيد من الدعم من داخل دولة الإمارات العربية المتحدة، بالتعاون مع القنصلية العامة لدولة فلسطين والأندية الفلسطينية الأخرى في الإمارات؛ استطاع PCC-RIT عقد حدث «أصوات من قلب الأرض» في نفس يوم «يوم الأرض / يوم الأرض» لمساعدة الأطفال المكفوفين في فلسطين.

### نادي المشرق العربي
تأسس نادي المشرق العربي في مارس 2012 لتعريف جامعات دولة الإمارات العربية المتحدة بثقافات العالم العربي المختلفة. أقام نادي المشرق العربي فعالية «كل ما يمكنك أكله» في أبريل 2013 بمشاركة الموظفين والطلاب.

### نادي الإنسانية
تم إنشاء نادي RIT Dubai الإنساني في عام 2011 للطلاب الذين يتشاركون الاهتمام المشترك للتعاون والعمل من أجل جعل المجتمع مكانًا أفضل. تعاون النادي مع ملجأ الشارقة للكتاب في أوائل عام 2012.[بحاجة لمصدر]

## سهولة الوصول
- يقع معهد روتشستر للتكنولوجيا - دبي في واحة دبي للسيليكون، وهي حديقة تقنية تقع بين المدينة الأكاديمية ووسط مدينة مردف.
- تبعد الجامعة حوالي 15 دقيقة عن مطار دبي الدولي، و15 دقيقة عن سكن الطلاب، أكاديمية اتصالات.
- نظمت الحكومة الطلابية فصولًا أسبوعية للغة العربية الأمريكية في عام 2016، ونظمتها مشعل وقار وآشر كيرشباوم، في محاولة لجعل الحرم الجامعي أكثر ملاءمة للصم

## وصلات خارجية
- الموقع الرسمي